# Perimeceta leucoselene
Perimeceta leucoselene là một loài bướm đêm trong họ Crambidae.